# Svatý Kirik
Sveti Kirik (bulharsky Свети Кирик, nebo také Sveti Kirik i Julita, bulharsky Свети Кирик и Юлита) je ostrov ve vodách Černého moře s rozlohou 0,08 km 2. Leží v Sozopolském zálivu asi 250 m od Sozopolu. Tento ostrov je jako jediný ze všech v okolí spojen s pevninou molem postaveným v roce 1927.
V minulosti ostrov dlouhá léta sloužil jako vojenská základna bulharské armády. V roce 1925 tu byla vybudována rybářská škola, která měla rozvíjet činnost rybářů v této oblasti. Škola zde setrvala deset let. Učili se v ní nicméně bulharští vojáci pod záminkou, že se chtějí stát rybáři.
V současnosti ostrov využívá Ministerstvo obrany Bulharské republiky jako vojenský přístav. V roce 2007 Ministerstvo regionálního rozvoje iniciovalo kampaň s cílem propagovat na ostrově turistický ruch, aby země získala větší příjmy v této oblasti. To by však neovlivnily dobře na architektonicko-archeologickou unikátnost tohoto ostrova, který je od roku 1965 prohlášen za kulturní památku města Sozopol.